# 烈火莫熄
烈火莫熄（直译：改革）是1998年马来西亚前副首相安华·依布拉欣被革职后不久，其支持者发动的一次社会运动。此社会运动有一系列的群众示威和集会，参与者以此宣泄对国阵政府的不满。直到安华在1998年末被捕后，“烈火莫熄”运动才沉寂下来。这项社会运动直接催生国民公正党。
1999年马来西亚大选，公正党、泛马回教党和民主行动党组成政黨聯盟替代阵线（Barisan Alternatif，简称替阵），与国民阵线相抗衡。受烈火莫熄效应所波及，该年的第十届全国大选中，巫统所得的马来选票首次不过半，國陣雖然得票56%，但仍橫掃四分三議席。

## 名称
「烈火莫熄」是马来语及印尼语「改革」（reformasi）一词的音译，源自英语或荷兰语。最初是印尼群众在1998年5月推翻独裁总统苏哈多之后一系列社会改革运动的口号。同年9月，在马来西亚发生安华遭革職事件后，成为安华支持者反对国阵长期执政的政治改革运动口号。当地华文媒体最初将口号直译为「改革」，之后改译为「烈火莫熄」，成为这场社会运动的中文专称。

### 「烈火莫熄」譯名由來
「烈火莫熄」這一華文譯名最初是由何人所創，在此前並不為人知。直到2014年3月11日，民主行動黨爭議政治演說家丘光耀在臉書證實，「烈火莫熄」一詞正是出自他的手筆。丘光耀表示在1998年中秋節前夕，他當時身為國會反對黨領袖林吉祥的政治秘書，接待了一班來自理科大學華文學會的執委，他們透露要前往吉隆坡中央市場參加一場中秋提燈遊行，以支援安華的改革運動。這些學生向丘光耀詢問如何吸引媒體的注意，而他就建議在燈籠的小字條寫上「烈火莫熄」四個字，相信這句翻譯能夠吸引媒體的關注。
1998年10月5日中秋節當晚，約200名安華支持者手提写上「烈火莫熄」字樣的燈籠，到吉隆坡獨立廣場前和平遊行。此事件確實引起媒體關注，當時吉隆坡總警長非常不滿安華支持者利用中秋慶典舉行政治遊行。時任內政部副部長黃家定也譴責有心人士破壞華人傳統文化節日。在燈籠紙條的口號刊登出來後，由於「烈火莫熄」的翻譯與馬來語諧音，也具有「改革尚未結束」的深長意味，被視為宣揚改革運動的神來之筆。此後，本地華文媒體開始將「烈火莫熄」作為這場政治運動的正式翻譯，並沿用至今。

1998年10月5日中秋节晚，安华支持者提着写着“烈火莫熄”字样的灯笼，此为“烈火莫熄”译名的首次登场。

## 前因

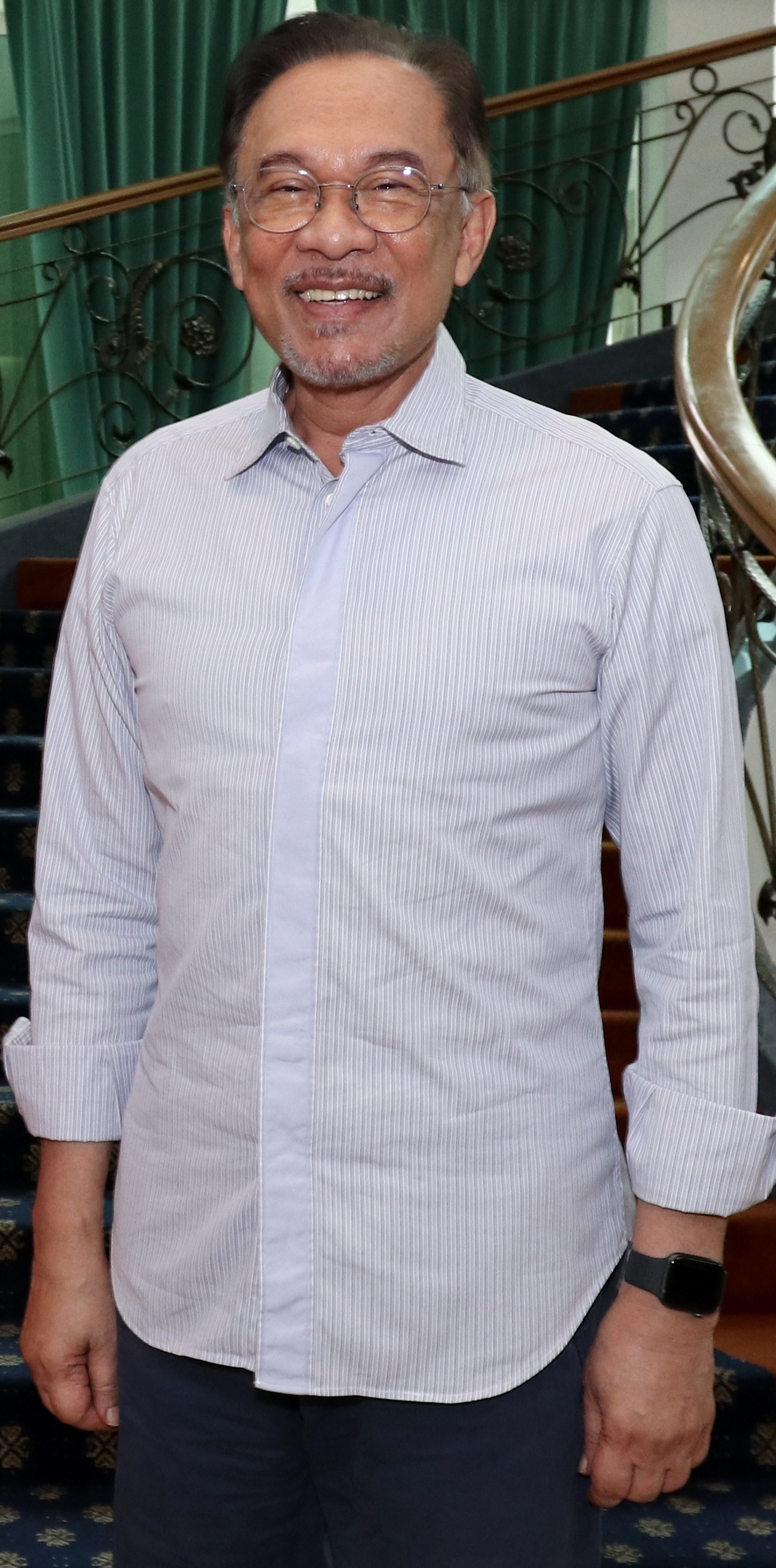
安华·依布拉欣

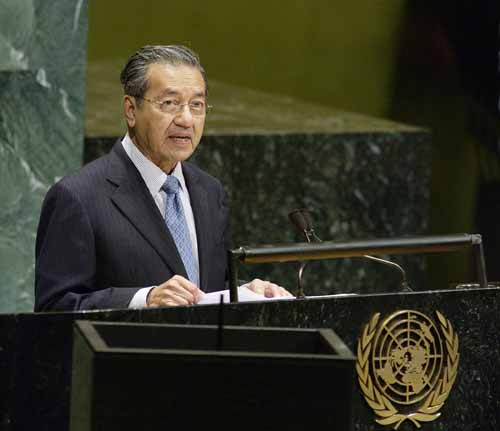
马哈迪·莫哈末

1997年亚洲金融风暴爆发，马来西亚首相马哈迪·莫哈末与副首相安华在应对策略上出现意见分歧，双方的矛盾于1998年达到巅峰。1998年5月，在巫统大会上流传着《安华不能当首相的50个理由》（50 Dalil: Kenapa Anwar Ibrahim Tidak Boleh Menjadi Perdana Menteri）一书，书中涵盖了对安华的诸多指责，其中包括性行为不检点。1998年9月2日，安华被革除副首相和财政部长职务。被革职后，安华立即在全国各地展开反击，他的反击吸引了广大人群，特别是马来群众，激起一项强烈要求改革的人民运动，即“烈火莫熄”运动。

## 发展进程
1998年9月20日，安华在独立广场领导了一场声势浩大的群众集会，警方宣布当时出席的人数约有6万人，而民间估计当时的人数多达10万。当天，安华及其主要支持者在《马来西亚内安法令》下被逮捕，各政党及民间组织都激烈反对政府动用《内安法令》。稍后除了安华以外，所有被扣留者都获得释放。安华被指控涉及不道德性行为，遭扣留在警察总部。9月29日，安华被证实在扣留所中遭全国总警长拉欣诺（Rahim Nor）殴打致伤，中文媒体称此警长伤人案为“黑眼圈事件”。由于“黑眼圈事件”引起举国关注，政府在1999年1月5日宣布成立皇家调查委员会对此案进行调查。1月7日，拉欣诺被逼辞职，并在较后被提控和判罪。

## 影响
1998年发生的烈火莫熄政改运动，对马来西亚现今之政治发展留下不可磨灭的烙印和影响。虽然该运动只给马来西亚政局带来短暂的动荡不安，但它所催生的政治效应却是深远的。
1，政改运动所产生的新政治对国内的政治生态带来实质的嬗变，并使马来西亚走上民主化的道路。
2，1999年第10届大选成绩确确实实地彰显了这些分化与相互竞争的现象。烈火莫熄政改运动能在很短的时间内席卷马来西亚半岛，主要归功于安华的魅力型领袖风范和其早年曾领导马来社会的著名非政府组织，即马来西亚伊斯兰青年运动（Angkatan Belia Islam Malaysia，简称 ABIM），并在当时与国内的各族群之非政府组织合作过。
3，烈火莫熄政改运动轻易便获得了各种跨越族群的非政府组织之支持，以动员社会力量来与马哈迪政权斗争。这种局面造成了许多非政府组织不避讳地与反对党合作与结盟，创造了非政府组织走向政治化的契机。
4，当时的反对党阵线集结了各族群非政府组织，分别成立以安华夫人旺阿兹莎为首的“公正运动”（Pergerakan Keadilan Sosial，简称ADIL）、以伊斯兰党为首的“马来西亚人民公正运动”（Majlis Gerakan Keadilan Rakyat Malaysia，简称 Gerak）和以社会运动领袖蔡天强为首的“人民民主阵线”（Gagasan Demokrasi Rakyat，简称Gagasan）3个组织。当时的情况堪称马来西亚非政府组织的总动员，它们积极地参与政治活动和提呈各式各样的人民与民主诉求，以推动社会与国家的改革。
5，此种概况可说是马来西亚公民社会力量之发展进入另一个高峰。政治危机接间逼迫公民社会组织和其领袖直接参与政治。
6，烈火莫熄政改运动所产生的政治觉醒，促使非政府组人士以候选人身份参加1999年竞选之举动，可谓是空前的。
7，除了上述公民社会组织与其活跃分子直接投身政治活动之外，政改运动亦激发马来西亚各种组织的兴起与向政府提呈种类繁多的诉求。当年由华社于 1999 年 8 月 16 日所发表的《马来西亚华人社团大选诉求》（诉求）是一份涵盖面非常广并涉及全民的诉求文件。“妇女改革议程”（Women’ s Agenda for Change，简称 WAC）提出了保护妇女和不受性别歧视的诉求；一批华裔知识青年提出《人民是老板》宣言；其他以议题取向（issue-oriented）组织则提出了涉及和影响某个群体或阶层的议题，例如印裔组织向政府提呈要求调查警方开枪滥杀无辜人士的呼吁书。另外，40个跨越族群的公民社会组织更成立了“马来西亚人民大选监督会”（Pemantau Pilihan raya Rakyat Malaysia）——一个专职监督公平选举和教育选民的组织。烈火莫熄政改运动对马来西亚政治民主化之过程提供了许多助益，其主要效应显现于人民政治意识之提升和民主参与 。所谓的民主参与不仅仅是人民参与政党政治和每5年一次的竞选空间，它含括了非正式的政治领域参与活动，例如参加社会里的各种非政府组织，其目的是为了打造一个更负责任、具有透明度、公正和注重人权的政府。
8，马来西亚在政改运动期间所衍生的民主参与正彰显了公民社会的茁壮。这些民主参与活动正是欲塑造公民社会所强调和营造的自主性公共领域。1998年的政治危机与其所催生的政改运动，令公民社会与非政府组织首次跃上马来西亚主流政治的历史舞台，并迅速受到各族群中产阶级的强力支持与参与。这运动也促发已沉寂一时的马来西亚学生运动再次兴起，当时由华裔学生所筹办的马来西亚青年和学生民主运动（学运）可说是为往后马来西亚政坛注入一批生力军，其影响已在三零八大选中显现出来。
9，由巫裔学生亦成立了Bersatu untuk Demokrasi & Insaniah（简称 BUDI）的非宗教型的公民组织。这时期，种类繁多而积极活动的公民社会组织虽依然面对种族、宗教与语言的隔阂。因此，政改运动提供了一个更大的涉政与参政空间给影响力日渐扩大的公民社会组织。
10，1998年，马来西亚政治运动亦显现了它与以往社会运动不同之处。数量众多的马来中产阶级积极地参与这次的运动。这批新崛起的中产阶级过往都是巫统与国阵的支持者，但在烈火莫熄浪潮的冲击下，他们已转变成要求政治与社会改革的中坚分子。安华被革职事件是此项转变的催化剂。有鉴于安华之被捕与在身陷囹圄期间受到不公平的对待，这些马来中产阶级直接向马哈迪政权呛声。在同情安华遭遇的马来非政府组织，如 ABIM 与 JIM （Jemaah Islah Malaysia）的带动和影响下，马来社会出现了空前的反政府情绪。由于这两个组织拥有颇强的动员能力和影响力，许多马来平民和乡村居民都热烈响应。烈火莫熄事件在马来西亚政坛留下的最大冲击力是，它成功在马来中产阶级形成一股敢于反巫统/国阵的政治风潮和催生以多元族群
政治为主导的公正党。
11，这两项政治嬗变缔造了2008年政治海啸的有利诱因。

## 相关影视
- 《安华：不为人知的故事》

### 相关人物
- 马来西亚第11届国会议员列表
- 马来西亚第12届国会议员列表
- 马来西亚第13届国会议员列表
- 马来西亚第14届国会议员列表
- 马来西亚第15届国会议员列表
- 马哈迪·莫哈末
- 安华·依布拉欣

### 相关选举
- 2018年马来西亚大选
- 2022年马来西亚大选

### 相关事件
- 2020年沙巴州选举
- 2021年砂拉越州选举
- 2021年马六甲州选举
- 2022年柔佛州选举
- 2022年霹雳州选举
- 2022年彭亨州选举
- 2022年玻璃市州选举
- 2023年槟城州选举
- 2023年雪兰莪州选举
- 2023年吉打州选举
- 2023年登嘉楼州选举
- 2023年吉兰丹州选举
- 2023年森美兰州选举